# Антиисламская пропаганда в СССР

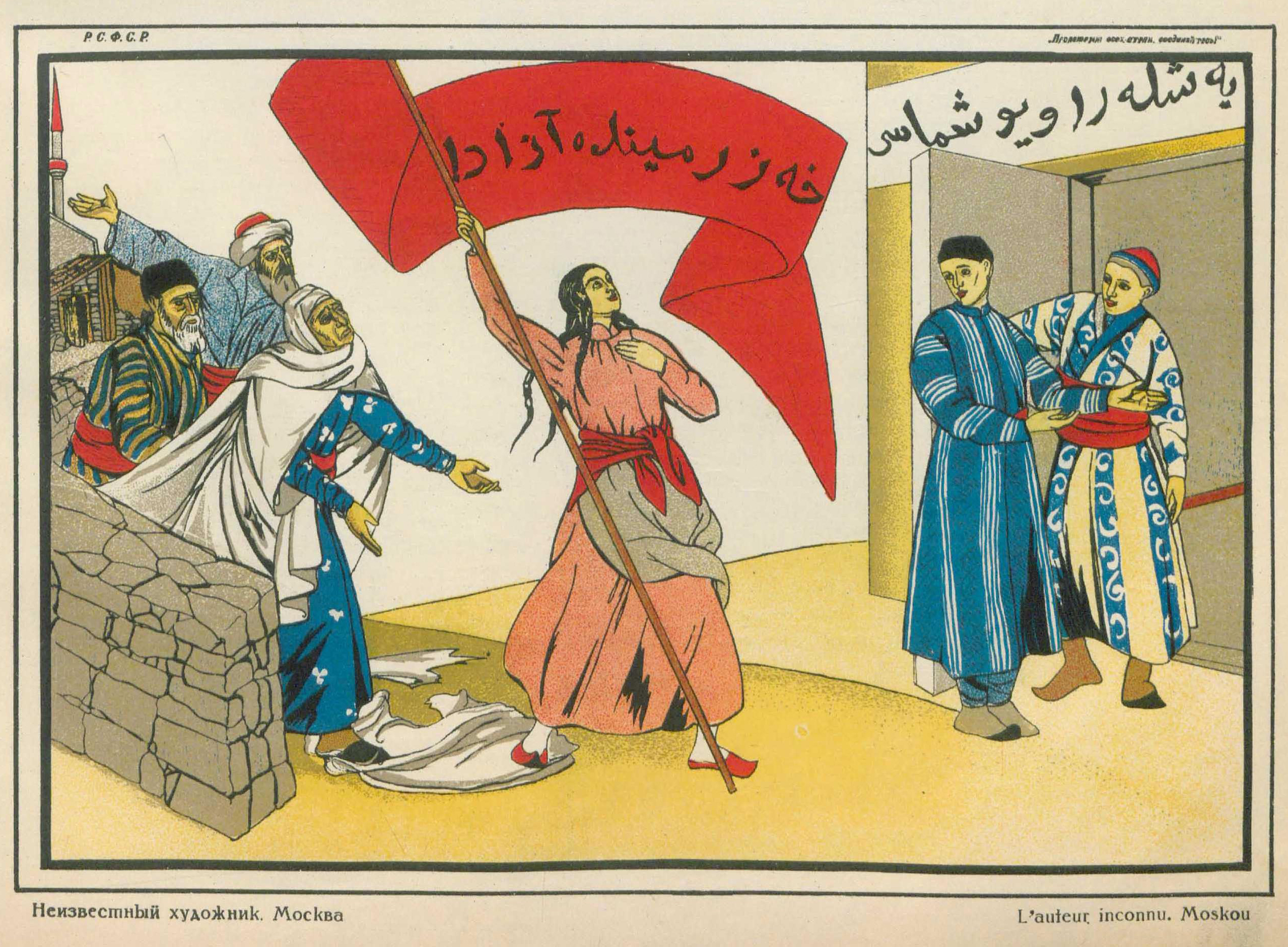
Плакат «Я сейчас тоже свободна!». Москва, 1921 год, неизвестный художник

Антиисла́мская пропага́нда в СССР — часть антирелигиозной государственной пропаганды, которая проводилась на протяжении всего существования Советского Союза. Включала печатную пропаганду (плакаты, листовки, газеты и т. д.), антиисламские сюжеты в советских кинофильмах, работу атеистических организаций среди верующих мусульман. Большую роль в антиисламской пропаганде играли советские атеистические организации, а также обязательная (с конца 1930-х годов) служба советских мусульман в Красной Армии.
Антиисламская пропаганда в СССР соединялась с борьбой за освобождение мусульманской женщины — кампаниями по снятию чадры, паранджи и хиджабов, борьбой с многожёнством и калымом. В этом плане в советский период были достигнуты большие успехи — был снят ряд кинофильмов, которые призывали к открытию лица мусульманской женщины, к её вовлечению в общественное производство. Показывались примеры успешных мусульманских женщин, которые порвали с исламом и заняли руководящие посты (например, «Дочь степей»).
Антиисламская пропаганда вкупе с уничтожением мечетей, а также почти полной ликвидацией мусульманского религиозного образования была очень результативной — в конце советского периода большинство советских мусульман не могло читать арабские религиозные тексты, не знало и не соблюдало мусульманские обряды. Мусульманские обряды в СССР сохранялись (особенно в похоронной сфере), но рассматривались как «национальные обычаи».

## Печатная антиисламская пропаганда
Вскоре после завершения Гражданской войны появились плакаты против мусульманских обычаев. В 1921 году в Москве был выпущен плакат «Я сейчас тоже свободна!» тиражом 10 тыс. экземпляров, который приглашал девушек советского Туркестана в Комсомол. На плакате была изображена девушка, которая сбросила чадру и стоит с красным флагом. Слева её мать зовёт её, указывая на мечеть. Справа молодые люди приглашают в Комсомол. Под ногами у девушки растоптанное покрывало.
Антиисламской пропагандой уже в начале 1920-х годов стал активно заниматься Союз воинствующих безбожников. В 1923 году в одном из номеров его журнала «Безбожник у станка» появился рисунок Николая Когоута, на котором была изображена девушка-горянка в красном платке, которая выметает с горы мечеть, муллу с Кораном и тёзку пророка Мухаммеда. У Союза была специальная организация по антиисламской пропаганде — общество «Данлияр». С 1928 года Союз воинствующих безбожников издавал антиисламский журнал «Худосизлар» («Безбожники»).
Активистами Союза в начале 1920-х годов в СССР атеистическая пропаганда велась также в форме проведения «красных» праздников, само название которых подчёркивало противостояние религиозным праздникам. В это время отмечались, например, «красные Пасхи». Подобная форма пропаганды была использована также в отношении мусульман. В апреле 1923 года среди татаро-башкирской молодёжи был проведён общероссийский антирелигиозный месячник под названием «Красный Байрам», противопоставленный Курбан-Байраму.
К написанию антиисламских статей и к руководству антиисламской пропагандой в 1920-е годы привлекали выпускников медресе и мектебов.
Во времена коллективизации антиисламская пропаганда усилилась. Теперь на плакатах муллы и шейхи изображаются врагами, которые обирают крестьян. В Узбекистане был создан плакат, на котором человек на тракторе с надписью «5-летка» давит муллу с Кораном и вредителя с мотыгой. Этот плакат был нарисован на основе плаката Моора 1930 года «Уничтожим кулаков как класс».

## Антиисламская пропаганда в скульптуре
В скульптуре тема борьбы с мусульманскими обычаями отразилась в «Памятнике освобождённой женщине», установленном в 1960 году в Баку. Статуя изображает девушку, которая снимает чадру.

## Антиисламская пропаганда в театре и кино
На службу антиисламской пропаганде были поставлены театр и сравнительно новое искусство — кино. В мусульманском Туркестане только с 1918 года появились театральные коллективы — самодеятельные кружки. Первые кинопередвижки вызвали сенсацию и часто воспринимались как «дьявольское наваждение».
Популярность кино в предвоенном СССР была огромной, особенно среди молодёжи. «Известия» в начале июня 1941 года писали о детской «кинобезнадзорности»: по данным издания школьники в среднем посещали кинотеатры по 35 раз в месяц.
Советская власть придавала большое значение киноискусству как средству пропаганды среди народов Востока. Писатель и политический деятель советского Азербайджана Нариман Нариманов в 1920-е годы писал:

На Востоке, где люди привыкли мыслить больше образами, кино является единственно возможным средством пропаганды, не требующим предварительной подготовки масс
Советская власть унаследовала в мусульманских местностях Средней Азии сеть кинотеатров. Так в 1912—1914 годах в Ташкенте действовало около 15 кинотеатров. В 1908 году в Хиве заработала первая кинофотолаборатория. В конце 1920 года все прокатные кинематографические конторы Туркестана были национализированы. К тому времени ряд кинотеатров уже закрылся. В 1920 году в Ташкенте осталось только три кинотеатра, а в Бухаре — 1 кинотеатр.
В советских кинофильмах показывали борьбу за равноправие мусульманок, в частности, снятие паранджи. В частности, в фильме Дзиги Вертова «Три песни о Ленине» воспевается как достижение советской власти снятие женщинами советского Востока паранджи уже в начале 1930-х годов. При этом режиссёр манипулирует документальным изображением для достижения идеологических целей. Образ «освобождённой женщины Востока» был создан Вертовым путём монтажа разрозненных кадров. В первых кадрах показана женщина из Хивы (судя по архитектуре) в узбекской парандже. Далее показано строительство железной дороги и туркменская женщина — у неё закрыта по традиции только нижняя часть лица. Последними в эпизоде появляются казахские женщины с открытыми лицами, которые никогда не носили паранджу. Таким образом, путём показа изображений женщин из разных мест с разными традициями режиссёр с помощью монтажа показал эффект снятия паранджи.
В 1920-е годы возникает советская киноиндустрия в мусульманских союзных республиках. Началом стали документальная кинохроника и немые фильмы. Первый игровой немой фильм в Средней Азии («Минарет смерти», за рубежом он назывался «Пленница гарема») был снят в 1925 году и представлял собой боевик с погонями, похищениями и красавицами гарема.
7 февраля 1926 года в Полторацке открыли кинофабрику. Первыми сюжетами кинохроники были кадры как женщины сбрасывали яшмак (туркменский платок молчания) и садились за парты.
Тема открытия лица женщин освещалась также в узбекском кинематографе. В 1925 году был снят немой фильм «Мусульманка» по литературному сценарию ташкентского журналиста Анатолия Майера «Дочь Керима», поданному в женский отдел ЦК Компартии Туркестана. В сценарии речь шла о борьбе за «раскрепощение» женщины. Фильм снимала в окрестностях Бухары российская киноорганизация «Пролеткино» (режиссёр Дмитрий Бассалыго). Главную героиню Саодат сыграла Ольга Третьякова. Тема «освобождения» женщины стала с самого начала ведущей темой узбекского кинематографа. Съёмки фильмов об «освобождении» мусульманских женщин освещались в советских центральных газетах.
«Правда» в 1927 году рассказывала о съёмках в Узбекистане немого фильма «Шакалы Равата», в котором принимало участие население кишлака Бричмуллы и для которого (согласно «Правде») более ста женщин кишлака снялись без паранджи.
Первый звуковой художественный узбекский фильм «Клятва» (1937 года) описывал земельно-водную реформу в Узбекистане 1926 года, когда беднейшее крестьянство получило более 270 тысяч гектаров земли, ранее принадлежавшей баям и духовенству. Также показывались события, связанные с повышением грамотности местного населения, с освобождением женщин от догматов ислама. В массовых сценах «Клятвы» задействовали дехкан из Таджикистана и Узбекистана, которые помнили события реформы.
В Азербайджане первый немой фильм «Легенда о Девичьей башне» (1924 год) помимо развлекательных картинок показывал тему «порабощения» женщин Востока. Та же тема «освобождённой» мусульманки показана в азербайджанских картинах «Севиль» (вышла на экраны СССР в 1929 году) и «Алмас» (1934 год). О «раскрепощении» женщины повествовал также фильм 1934 года «Исмет» («Гибель адата»). Фильмы имели большое влияние на аудиторию. Просмотрев фильм «Севиль», девушки и женщины Кавказа и Средней Азии сбрасывали чадру и паранджу и уходили с открытыми лицами.
Снимались в 1920-е — 1930-е годы фильмы, в которых критиковалось мусульманское духовенство. В 1925 году на Бакинской киностудии при Государственной кинофабрике вышел немой фильм «Во имя Бога» азербайджанского режиссёра Аббас-Мирзы Шарифзаде по сценарию Павла Бляхина. В 1934 году в СССР был снят драматический фильм М. Вернера «Живой бог» об исмаилитах, которые в нём были изображены пособниками английского колониализма. Это было неслучайно — исмаилиты компактно проживали в районах Памира, где советская власть была тогда непрочной.
В 1930-е годы в мусульманских республиках появляется звуковое кино, начинается дублирование фильмов на местные языки. В 1938 году в Таджикской ССР был создан дубляжный цех со звукозаписывающей аппаратурой и началась работа по дубляжу фильмов на таджикский язык.
В первые послевоенные годы ежегодный выпуск кинофильмов в СССР резко сократился: с 21 картины в 1946 году до 7 фильмов в 1952 году. Сокращение выпуска коснулось всех мусульманских республик. В некоторых мусульманских республиках съёмки фильмов прекратились на несколько лет (в Азербайджане, Таджикистане, Туркмении), в Киргизии киностудия в первую послевоенную пятилетку не была создана, а в Казахстане и Узбекистане стали снимать очень мало картины (за 1946—1952 годы в Казахстане сняли 2 фильма, а в Узбекистане — 6 фильмов)
О раскрепощении женщин Востока вышел ряд фильмов после 1953 года. В частности, были сняты в Казахской ССР «Дочь степей» (1954 год) и «Девушка-джигит» (1955 год). В этих фильмах уже видны изменения. Если в ранний период в пропагандистских фильмах показывали уход женщины от многоженца-мужа (снятие чадры, поступление на рабфак, вступление в комсомол), то в 1950-е годы стали демонстрировать возможность карьерного роста для женщин. В фильме «Дочь степей» Нуржамал бежит от бая в город, где учится в медицинском институте. Личная жизнь героини в фильме не прописана. Вернувшись после учёбы в родной аул, Нуржамал занимается лечебной практикой в самых отдалённых местах. В 1941 году Нуржамал уходит на фронт. После войны она продолжает учёбу и становится профессором. В фильме показана русская женщина-профессор (преподаватель и научный руководитель Нуржамал), которая в финале фильма состарилась и передаёт научную эстафету в руки казашки-ученицы.
Фильмы о раскрепощении мусульманской женщины появились в 1950-е — 1970-е также в Туркменской ССР. В 1955 году на экран вышел туркменский фильм Рафаила Перельштейна «Хитрость старого Ашира», в котором описывался старый пережиток — калым. О калыме за невесту и о психологии туркменской женщины говорится в фильме режиссёра Ходжакули Нарлиева «Умей сказать „нет“!» (1976). Фильм «Когда женщина оседлает коня» рассказывает о женщине 1920-х годов, которая проявляет активность вопреки традиции, требующей от неё незаметности (название было выбрано вопреки народной пословице «Когда женщина оседлает коня, настанет конец света»).
Сюжеты против мусульманского духовенства присутствуют также в фильме 1955 года «Крушение эмирата». Там показан мулла, который упрекает коммуниста Шерали (не согласного с цитирующим Коран баем-джадидом) за то, что тот научился поучать старших в России «возле огненных печей шайтана». Этот же мулла требует с бедных крестьян «десятину на содержание мечети по обычаю». Не обойдены критикой также джадиды. В «Крушении эмирата» американский капиталист Уолфорд, оставляя Бухару из-за наступления Красной армии, говорит двоим своим сотрудникам-джадидам:

Вы, господа, останетесь здесь. Притворитесь жертвами эмирского террора и со своими джадидами кричите на всех базарах о преданности революции. Временно! Дальнейшие инструкции вы получите от людей господина Троцкого! Вот так! У вас прекрасная возможность выйти в лидеры панисламизма и пантюркизма!

## Антиисламские сюжеты в советской мультипликации
В 1954 году режиссёром Георгием Ломидзе для «Союзмультфильма» был написан сценарий картины «Плов Аллаха», выдержанный в рамках антиисламской пропаганды. Однако в конечном итоге сценарий был переделан. Картина вышла под названием «Четыре монеты» и была посвящена не антиисламской пропаганде, а жадности.

## Эффективность антиисламской пропаганды
Советские власти периодически изучали эффективность антирелигиозной пропаганды.
В послевоенный период в 1964 году был создан Институт научного атеизма при Академии общественных наук при ЦК КПСС. Он должен был проводить социологические исследования по вопросу отношения советских людей к религии. На местах были созданы опорные пункты Института научного атеизма. В Татарской АССР опорным пунктом Института научного атеизма была сделана лаборатория социологических исследований при кафедре философии Казанского университета. В феврале — марте 1966 года лаборатория провела опрос среди жителей Казани (татар и русских) об отношении к религии по методике Института научного атеизма. Было опрошено 4170 казанцев (1 % взрослого населения города) по спискам избирателей. Среди татар мусульманами признали себя 25,1 % опрошенных. В основном верующие были пожилыми людьми с невысоким уровнем образования (например, среди верующих татар вовсе не оказалось лиц с высшим образованием). Причём опрос показал, что отход от религии встречается крайне редко. Из опрошенных казанцев (как мусульман, так и немусульман) только 5,4 % заявили, что ранее верили, но потом порвали с религией (причём, 60,9 % порвавших назвали причиной отхода от веры «влияние советской действительности»). На этом основании партийные органы сделали вывод «о слабой эффективности научной атеистической пропаганды». Была усилена атеистическая пропаганда (в том числе на татарском языке) по решению партийных органов.
18 августа 1986 года вышло секретное постановление ЦК КПСС «Об усилении борьбы с влиянием ислама». Оно стало поводом к проведению Институтом научного атеизма социологического проекта «Состояние религиозности и атеистическое воспитание в регионах традиционного влияния ислама» для изучения влияния ислама в Азербайджанской ССР, Узбекской ССР, Таджикской ССР, Карачаево-Черкесской АССР, Дагестанской АССР и Татарской АССР.
Современные исследователи отмечают очень низкий уровень религиозной грамотности у советских мусульман конца 1980-х годов. Американский историк Адиб Халид, живший в советской Средней Азии, констатировал, что в этом регионе под исламом часто верующие понимали национальные обычаи, которые «отличали коренных жителей Средней Азии от остального населения и считались „мусульманскими“ не столько потому, что строились вокруг религиозных ритуалов, сколько потому, что некоренные жители их не праздновали». С этими обычаями было связано то, что к концу советского периода значительная часть верующих (и соблюдающих обряды) мусульман даже Средней Азии, где до 1917 года существовали сотни религиозных школ, не знали молитв. Халид отметил, что мало кто из верующих мог совершить намаз, а многие не могли воспроизвести даже шахаду.